# Beringen (Luxemburg)
Beringen (Luxemburgs: Biereng) is een plaats in de gemeente Mersch en het kanton Mersch in Luxemburg.
Beringen telt 920 inwoners (2001).

## Geboren
- Michel Heiter (1860-1906), kunstschilder

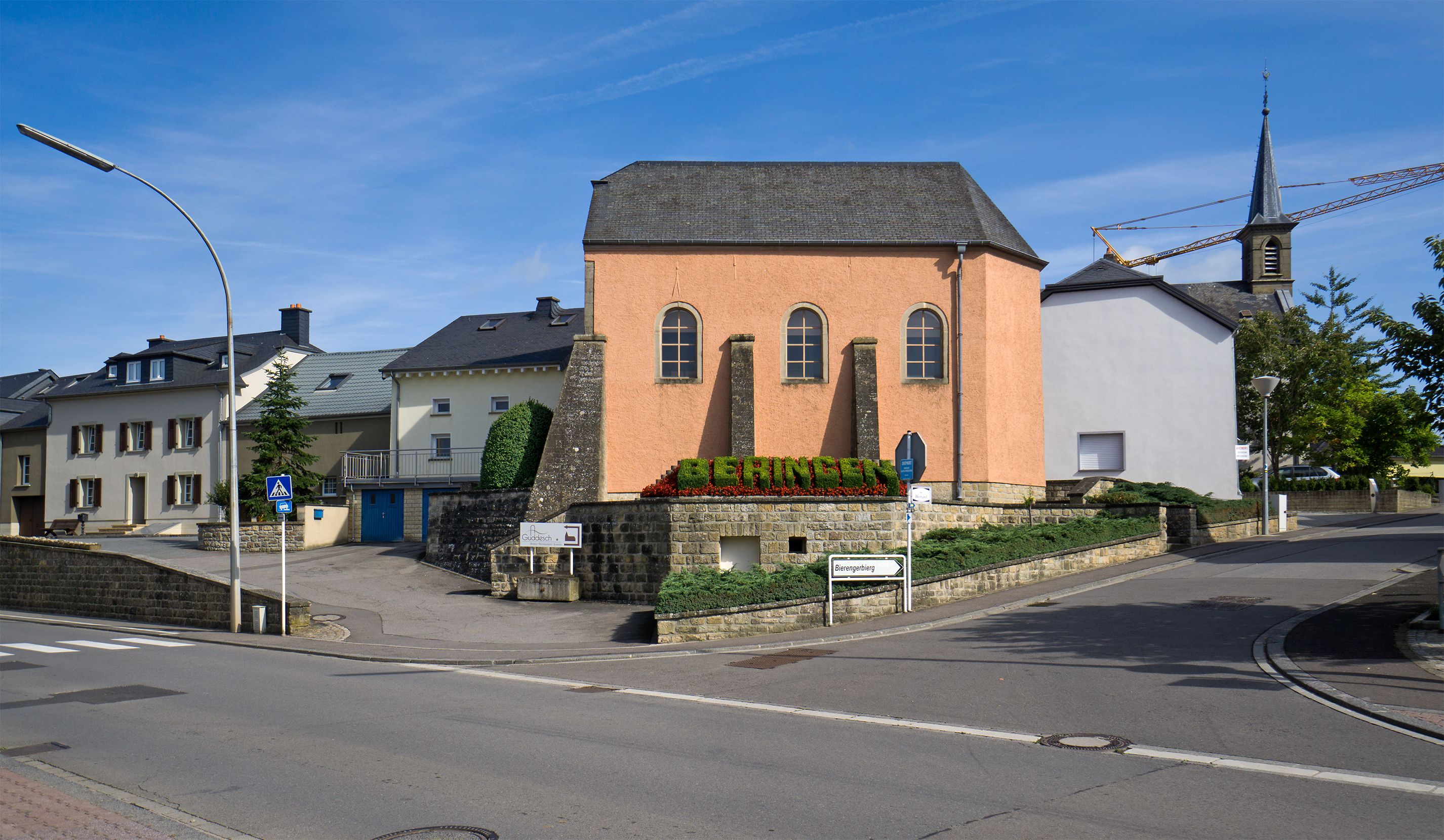
Beringen

Beringen · Berschbach · Essingen · Mersch · Moesdorf · Pettingen · Reckange · Rollingen · Schoenfels

Luxemburgse gemeenten · Kanton Mersch · Luxemburg